# Imma Vietri
Maria Immacolata Vietri, detta Imma (Salerno, 21 ottobre 1969), è una politica italiana.

## Biografia
Nata a Salerno nel 1969, ha conseguito il diploma nel 1988 al liceo scientifico Andrea Genoino di Cava de' Tirreni e ha poi lavorato come commerciante e imprenditrice.
Nel 2015 è candidata alle elezioni regionali della Campania con Fratelli d'Italia, ma non è eletta. Dall'8 febbraio 2017 al 20 febbraio 2020 è stata commissaria provinciale del partito per la provincia di Salerno e in seguito ha ricoperto il medesimo incarico per le sezioni comunali di Capaccio Paestum, Eboli e Cava de' Tirreni. Nel 2020 è ancora candidata, senza successo, alle elezioni regionali campane.
Alle elezioni politiche del 2022 viene eletta deputata nel collegio uninominale di Scafati con il 38,9% dei voti, avendo la meglio sull'ex deputata Virginia Villani del Movimento 5 Stelle. Dal 25 luglio 2023 è segretaria della Commissione parlamentare per l'infanzia e l'adolescenza.